# Bernhard II. (Sachsen)

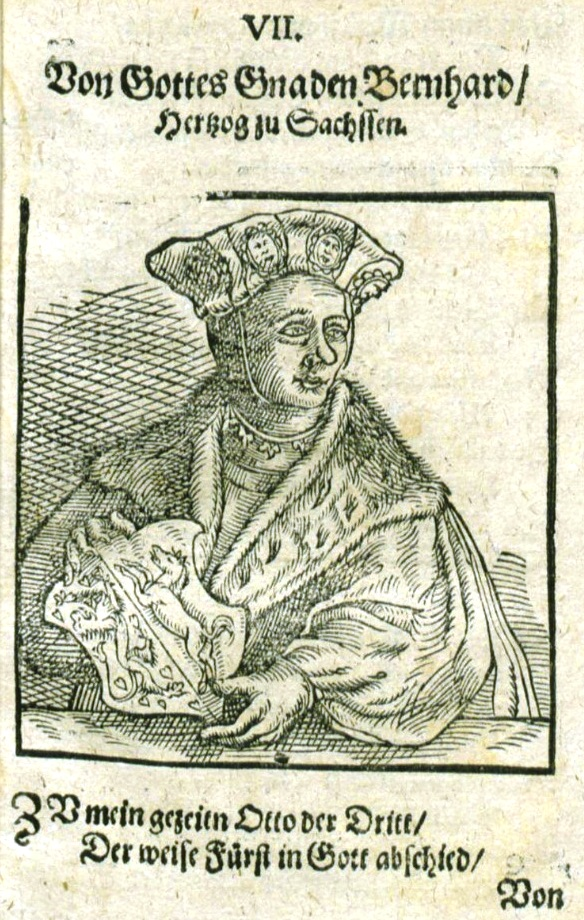
Bernhard II. nach Johann Agricola 1562

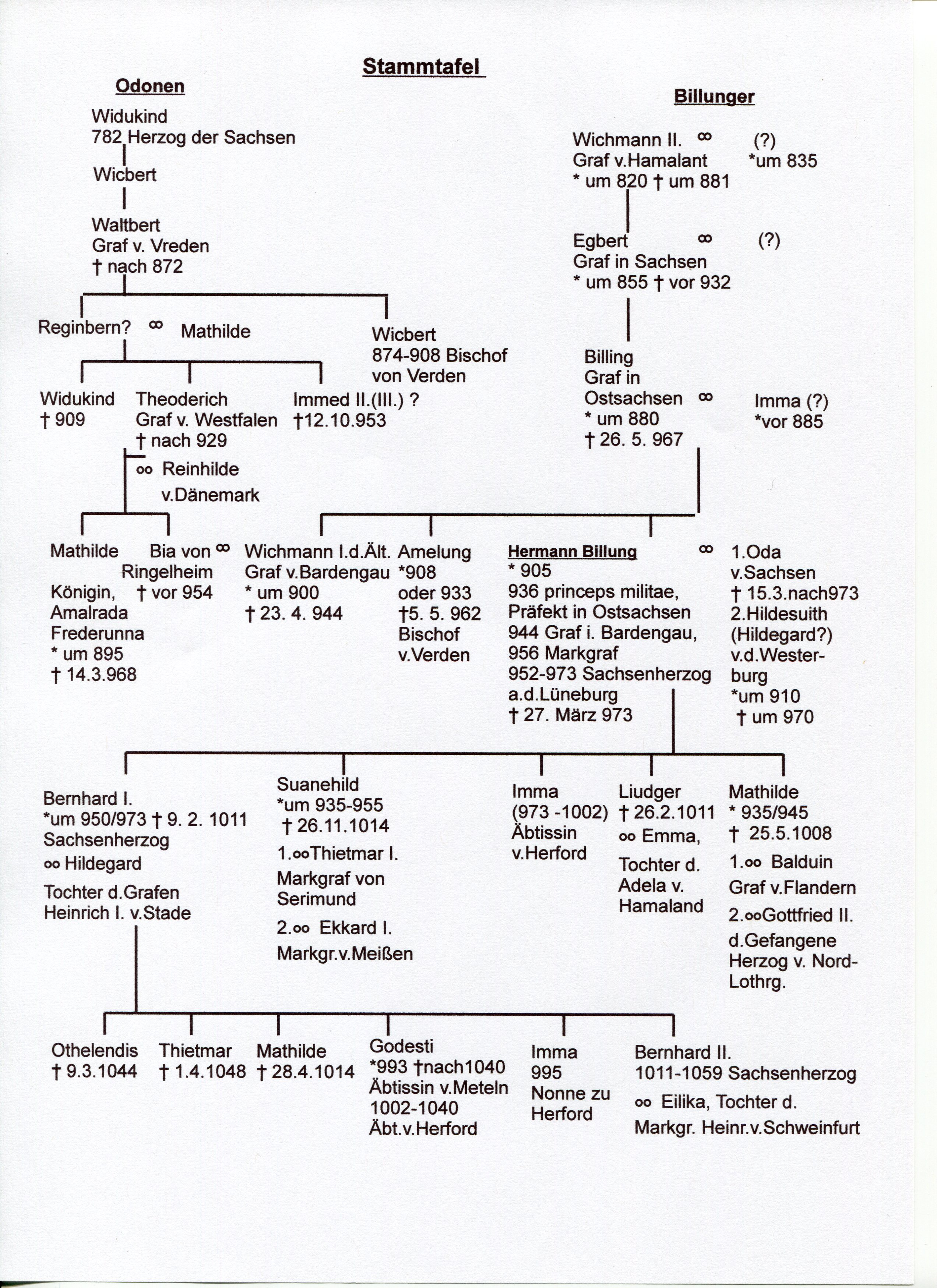
Stammtafel

Bernhard II. (* nach 990; † 29. Juni 1059) aus der Familie der Billunger war seit dem Jahr 1011 Herzog in Sachsen. Er war der Sohn von Herzog Bernhard I. und Hildegard, einer Tochter des Grafen Heinrich I. „Der Kahle“ von Stade, und ein Enkel von Hermann Billung. Seine Geschwister waren: Imma, Godesti, Othelendis, Mathilde und Thietmar.

## Leben
Er war Vogt zu Lüneburg, Verden, Möllenbeck, Minden, Herford, Kemnade (Holzminden) und Fischbeck und besaß Grafenrechte bis nach Friesland hin.
Er übergab die in seiner Obhut befindliche Heilige Lanze erst an Heinrich II., als dieser im Juli 1002 bei der Nachwahl (zum König) in Merseburg das alte sächsische Recht zu achten versprach. Als Heinrich Kaiser wurde (ab 1014), unterstützte Bernhard ihn nur zurückhaltend gegen Polen und vermittelte 1018 den Frieden von Bautzen. 1019/20 rebellierte er und erzwang letztlich die Anerkennung aller Stammesrechte.
Die Regierungszeit von Bernhard II überschnitt sich mit der Amtszeit von Erzbischof Unvan (1013–1029) Laut Adam von Bremen pflegten die beiden eine gute Beziehung. Vermutlich standen sie in enger Absprache bei der Neustrukturierung der Verteidigungsanlagen der Stadt Hamburg um 1020. Ein Zeichen für diese Zusammenarbeit ist, dass dem Erzbischof als Baugrund für den ersten hölzernen Dom der Stadt die abgebrochene Hammaburg zur Verfügung gestellt wurde, die zuvor im Besitz des Herzogs war. Als Nachfolgebau der Hammaburg wurde von 1021 bis 1023 in der Alsterschleife die größere Neue Burg errichtet. Dazu kommt wahrscheinlich noch der Bau des Heidenwalls, welcher Hamburgs Landzugang im Osten absicherte.
Mit Hilfe des Fürsten Gottschalk band er die Slawen wieder enger ans Reich. 1024 erkannte er Konrad II. an.
Er stand gegen die Grafen von Stade und von Werl. Ferner gegen die Erzbischöfe von Bremen und die sächsischen Bischöfe, ab 1043 besonders gegen den Erzbischof Adalbert von Bremen, dem er die Schuld am Tod seines Bruders gab. Thietmar soll 1048 einen Mordanschlag auf Heinrich III. geplant haben.
Er wurde in der Kirche des Klosters St. Michaelis auf dem Kalkberg in Lüneburg begraben.

## Nachkommen
Bernhard II. war verheiratet mit Eilika († 10. Dezember nach 1055/1056), einer Tochter des Heinrich von Schweinfurt, Markgraf des Nordgau. Er hatte mit ihr fünf Kinder:
- Ordulf (Otto) († 28. März 1072) Herzog von Sachsen, begraben in St. Michaelis in Lüneburg ⚭ I November 1042 Wulfhild von Norwegen († 24. Mai 1071) Tochter des Königs Olav II. Haraldsson
- Hermann († 31. Mai 1086) Graf 1059/80
- Gertrud († 4. August 1089 (oder 1093)), ⚭ I Floris I. Graf von Holland (ermordet 28. Juni 1061 bei Nederhemert) (Gerulfinger), ⚭ II 1063 Robert I. der Friese († 12. oder 13. Oktober 1093), 1062/71 Graf von Holland, 1071 Graf von Flandern, bei der es sich aber auch um eine Tochter des Grafen Bernhard III. von Werl gehandelt haben kann
- Ida († 31. Juli 1101) Erbin von Laroche (Ardennen) ⚭ I Friedrich († 28. August 1065) 1046 Herzog von Lothringen (Wigeriche), ⚭ II 1065/66 Albert III. († 22. Juni 1102) Graf von Namur, 1035 bezeugt (Haus Namur)
- Hadwig/Hedwig (* um 1030/35, † 17. Juli um 1112), ⚭ Engelbert I. († 1. April 1096), Graf von Spanheim, Markgraf von Istrien